# 孫代音
孫 代音（そん だいおん、生没年不詳）は、高句麗の将軍。唐の第一次高句麗出兵時の白巌城城主。『新唐書』では孫伐音と表記される。

## 人物
645年、唐の第一次高句麗出兵時に白巌城城主を務めており、唐軍の李勣が白巌城を攻撃していたところ、唐太宗が孫代音に降伏するよう要求した。孫代音は要求を受け入れ、白巌城を明け渡し、唐太宗は孫代音を刺史に任命した。

## 出自
高句麗人の人名は基本的に高句麗滅亡まで中国化することはなかった。孫代音は、漢姓・漢名の中国人名であるため、313年の高句麗の攻撃により崩壊した楽浪郡の中国系豪族・楽浪孫氏の遺民とみられる。